# Olympische Sommerspiele 1948/Leichtathletik – 800 m (Männer)
Der 800-Meter-Lauf der Männer bei den Olympischen Spielen 1948 in London wurde vom 30. Juli bis zum 2. August 1948 im Wembley-Stadion ausgetragen. 41 Athleten nahmen teil.
Olympiasieger wurde der US-Amerikaner Mal Whitfield vor dem Jamaikaner Arthur Wint. Bronze gewann Marcel Hansenne aus Frankreich.

## Rekorde

### Bestehende Rekorde
| Weltrekord         | 1:46,6 min   | Rudolf Harbig ( Deutsches Reich) | Mailand, Italien           | 15. Juli 1939  |
| Olympischer Rekord | 1:49,7 min a | Tommy Hampson ( Großbritannien)  | Finale OS Los Angeles, USA | 2. August 1932 |

### Rekordverbesserung

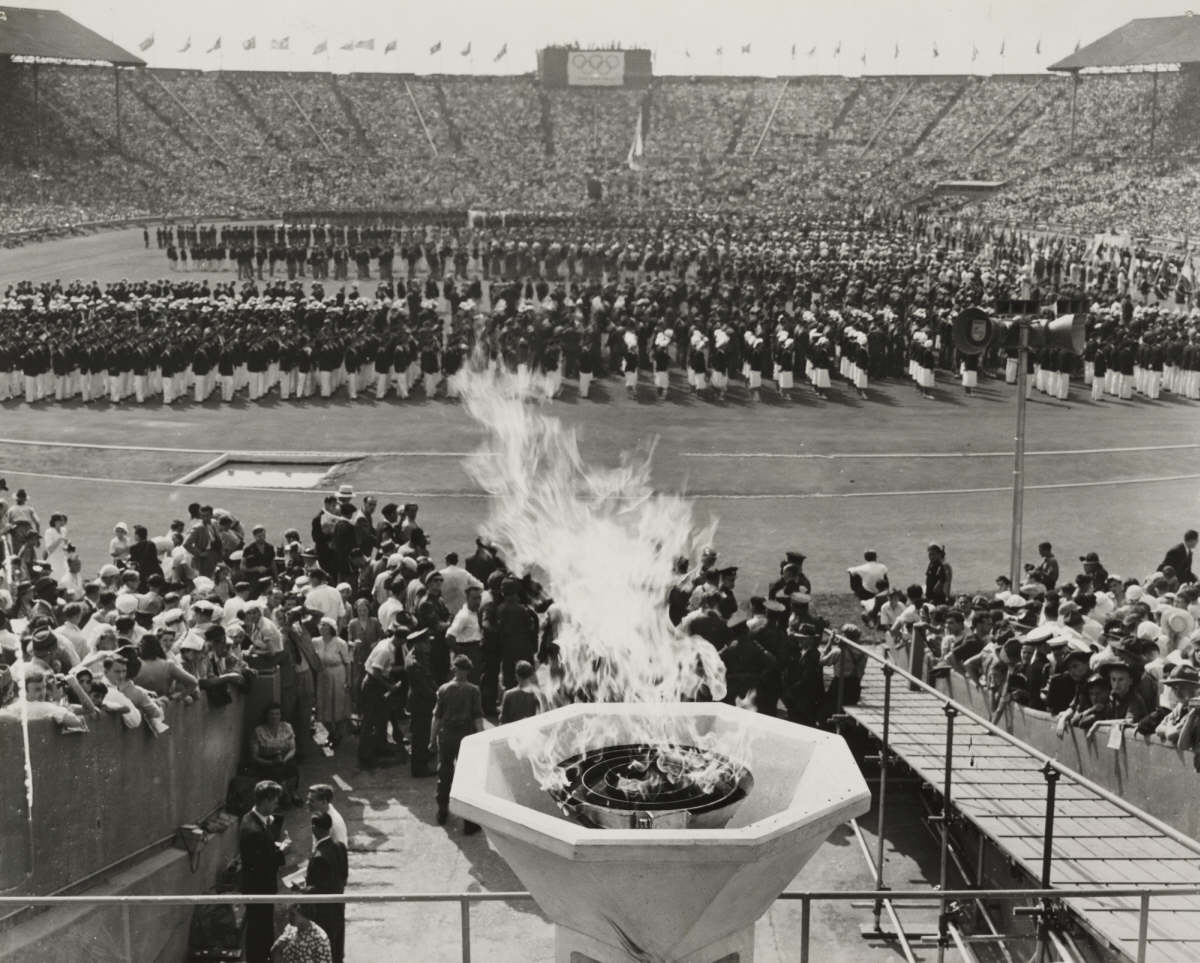
Eröffnungsfeier bei den Olympischen Spielen in London

Der US-amerikanische Olympiasieger Mal Whitfield verbesserte den bestehenden olympischen Rekord im Finale am 2. August um fünf Zehntelsekunden auf 1:49,2 min.

## Durchführung des Wettbewerbs
Die Athleten traten am 30. Juli zu den Vorläufen an. Insgesamt wurden sechs Läufe absolviert, aus denen die jeweils vier besten Teilnehmer – hellblau unterlegt – ins Halbfinale kamen, das am 31. Juli stattfand. In den drei Halbfinals qualifizierten sich die ersten drei Starter – wiederum hellblau unterlegt –  für das Finale am 2. August.

## Vorläufe
30. Juli 1948, 16:00 Uhr

Es sind nicht alle Zeiten überliefert.

### Vorlauf 1
| Platz | Name            | Nation         | Zeit       |
| ----- | --------------- | -------------- | ---------- |
| 1     | Marcel Hansenne | Frankreich     | 1:54,6 min |
| 2     | John Parlett    | Großbritannien | 1:55,0 min |
| 3     | Bill Ramsay     | Australien     | 1:55,0 min |
| 4     | Karl Volkmer    | Schweiz        | 1:55,3 min |
| 5     | Adan Torres     | Argentinien    | 1:56,7 min |
| 6     | Lee Yun-Seok    | Südkorea       | 2:01,4 min |
| 7     | Rashid Khadr    | Ägypten        | k. A.      |

Lee Yun-Seok war der erste Südkoreaner, der bei den olympischen Leichtathletik-Wettbewerben antrat.

### Vorlauf 2
| Platz | Name               | Nation         | Zeit       |
| ----- | ------------------ | -------------- | ---------- |
| 1     | Herbert Barten     | USA            | 1:55,6 min |
| 2     | Doug Harris        | Neuseeland     | 1:56,6 min |
| 3     | Thomas White       | Großbritannien | 1:56,6 min |
| 4     | Raymond Rosier     | Belgien        | 1:56,7 min |
| 5     | Vasilios Mavroidis | Griechenland   | 1:57,4 min |
| 6     | Antero Mongrut     | Peru           | 1:58,7 min |
| 7     | Cahit Önel         | Türkei         | k. A.      |
| DNF   | Herluf Christensen | Dänemark       |            |

Der Däne Herluf Christensen stürzte und brach sich dabei ein Bein.

### Vorlauf 3
| Platz | Name                 | Nation   | Zeit       |
| ----- | -------------------- | -------- | ---------- |
| 1     | Niels Holst-Sørensen | Dänemark | 1:54,2 min |
| 2     | Bjørn Vade           | Norwegen | 1:54,2 min |
| 3     | Robert Chambers      | USA      | 1:54,3 min |
| 4     | Joseph Brys          | Belgien  | 1:55,4 min |
| 5     | Óskar Jónsson        | Island   | 1:55,4 min |
| 6     | Bill Parnell         | Kanada   | 1:55,7 min |
| 7     | Juan Adarraga        | Spanien  | 1:55,7 min |
| DNS   | Seamus Kelly         | Irland   |            |

### Vorlauf 4
| Platz | Name             | Nation              | Zeit       |
| ----- | ---------------- | ------------------- | ---------- |
| 1     | Arthur Wint      | Jamaika             | 1:53,9 min |
| 2     | Frits de Ruijter | Niederlande         | 1:54,4 min |
| 3     | Josy Barthel     | Luxemburg           | 1:54,8 min |
| 4     | Václav Winter    | Tschechoslowakei    | 1:55,1 min |
| 5     | Ezra Henniger    | Kanada              | 1:55,4 min |
| 6     | Wilfred Tull     | Trinidad und Tobago | 1:55,7 min |
| 7     | Seydi Dinçtürk   | Türkei              | k. A.      |

### Vorlauf 5
| Platz | Name                 | Nation         | Zeit       |
| ----- | -------------------- | -------------- | ---------- |
| 1     | Olle Ljunggren       | Schweden       | 1:56,1 min |
| 2     | Robert Chef d’Hôtel  | Frankreich     | 1:56,2 min |
| 3     | Hans Streuli         | Schweiz        | 1:56,5 min |
| 4     | Harry Tarraway       | Großbritannien | 1:56,6 min |
| 5     | Guillermo Avalos     | Argentinien    | 1:56,6 min |
| 6     | Rıza Maksut İşman    | Türkei         | 2:01,1 min |
| 7     | Georgios Karageorgos | Griechenland   | k. A.      |

### Vorlauf 6
| Platz | Name                | Nation       | Zeit       |
| ----- | ------------------- | ------------ | ---------- |
| 1     | Mal Whitfield       | USA          | 1:52,8 min |
| 2     | Ingvar Bengtsson    | Schweden     | 1:52,9 min |
| 3     | Jack Hutchins       | Kanada       | 1:55,5 min |
| 4     | Gaston Mayordomo    | Frankreich   | 1:55,7 min |
| 5     | Stylianos Stratakos | Griechenland | 2:02,2 min |
| DNS   | Bruno Schneider     | Österreich   |            |
| DNS   | Dermot McDermott    | Irland       |            |

## Halbfinale
31. Juli 1948, 15:15 Uhr

Es sind nicht alle Zeiten überliefert.

### Lauf 1
| Platz | Name            | Nation         | Offiz. hand- gestoppte Zeit | Inoffiz. elek- tronische Zeit |
| ----- | --------------- | -------------- | --------------------------- | ----------------------------- |
| 1     | Marcel Hansenne | Frankreich     | 1:50,5 min                  | 1:50,6 min0                   |
| 2     | Mal Whitfield   | USA            | 1:50,7 min                  | 1:50,89 min                   |
| 3     | John Parlett    | Großbritannien | 1:50,9 min                  | 1:50,90 min                   |
| 4     | Jack Hutchins   | Kanada         | 1:52,6 min                  | 1:52,75 min                   |
| 5     | Joseph Brys     | Belgien        | 1:53,2 min                  | 1:53,34 min                   |
| 6     | Josy Barthel    | Luxemburg      | 1:54,6 min                  | 1:54,78 min                   |
| 7     | Bjørn Vade      | Norwegen       | k. A.                       | 1:55,39 min                   |
| DNF   | Karl Volkmer    | Schweiz        |                             |                               |

### Lauf 2
| Platz | Name             | Nation           | Zeit       |
| ----- | ---------------- | ---------------- | ---------- |
| 1     | Ingvar Bengtsson | Schweden         | 1:51,2 min |
| 2     | Arthur Wint      | Jamaika          | 1:52,7 min |
| 3     | Robert Chambers  | USA              | 1:52,9 min |
| 4     | Gaston Mayordomo | Frankreich       | 1:54,3 min |
| 5     | Bill Ramsay      | Australien       | 1:54,9 min |
| 6     | Václav Winter    | Tschechoslowakei | 1:57,7 min |
| DNF   | Harry Tarraway   | Großbritannien   |            |
| DNF   | Doug Harris      | Neuseeland       |            |

### Lauf 3

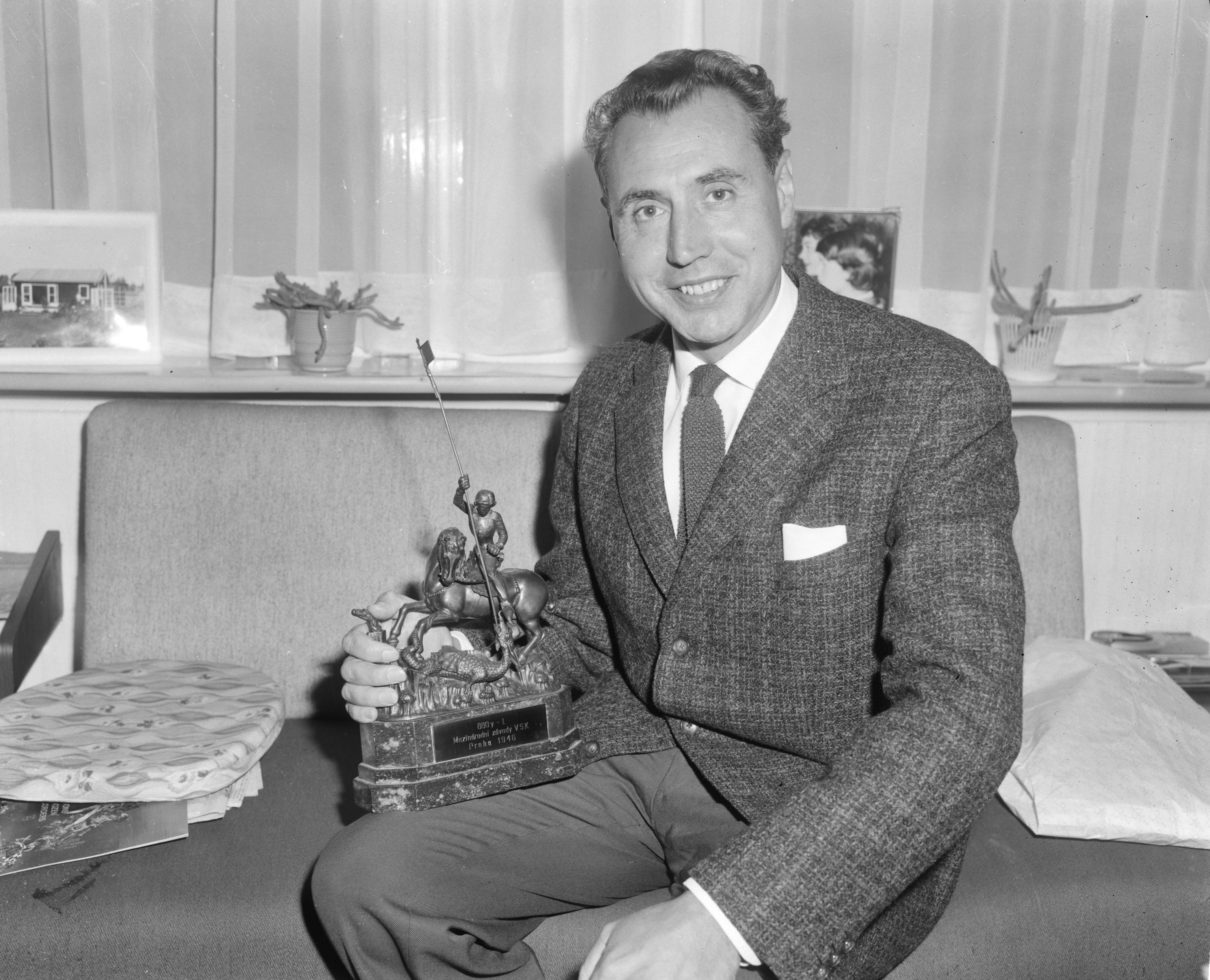
Frits de Ruijter – hier im Jahr 1963 – schied als Sechster des dritten Halbfinals aus

| Platz | Name                 | Nation         | Zeit       |
| ----- | -------------------- | -------------- | ---------- |
| 1     | Herbert Barten       | USA            | 1:51,7 min |
| 2     | Robert Chef d’Hôtel  | Frankreich     | 1:52,0 min |
| 3     | Niels Holst-Sørensen | Dänemark       | 1:52,4 min |
| 4     | Olle Ljunggren       | Schweden       | 1:52,5 min |
| 5     | Thomas White         | Großbritannien | 1:53,0 min |
| 6     | Frits de Ruijter     | Niederlande    | 1:54,6 min |
| 7     | Raymond Rosier       | Belgien        | k. A.      |
| DNF   | Hans Streuli         | Schweiz        |            |

## Finale
2. August 1948, 16:00 Uhr
| Platz | Name                 | Nation         | Offiz. hand- gestoppte Zeit | Inoffiz. elek- tronische Zeit |
| ----- | -------------------- | -------------- | --------------------------- | ----------------------------- |
| 1     | Mal Whitfield        | USA            | 1:49,2 min OR               | 1:49,3 min0                   |
| 2     | Arthur Wint          | Jamaika        | 1:49,5 min000               | 1:49,58 min                   |
| 3     | Marcel Hansenne      | Frankreich     | 1:49,8 min000               | 1:50,08 min                   |
| 4     | Herbert Barten       | USA            | 1:50,1 min000               | 1:50,34 min                   |
| 5     | Ingvar Bengtsson     | Schweden       | 1:50,5 min000               | 1:50,86 min                   |
| 6     | Robert Chambers      | USA            | 1:52,1 min000               | 1:52,12 min                   |
| 7     | Robert Chef d’Hôtel  | Frankreich     | 1:53,0 min000               | 1:54,19 min                   |
| 8     | John Parlett         | Großbritannien | 1:53,4 min000               | 1:56,27 min                   |
| 9     | Niels Holst-Sørensen | Dänemark       | 1:54,0 min000               | 1:56,36 min                   |

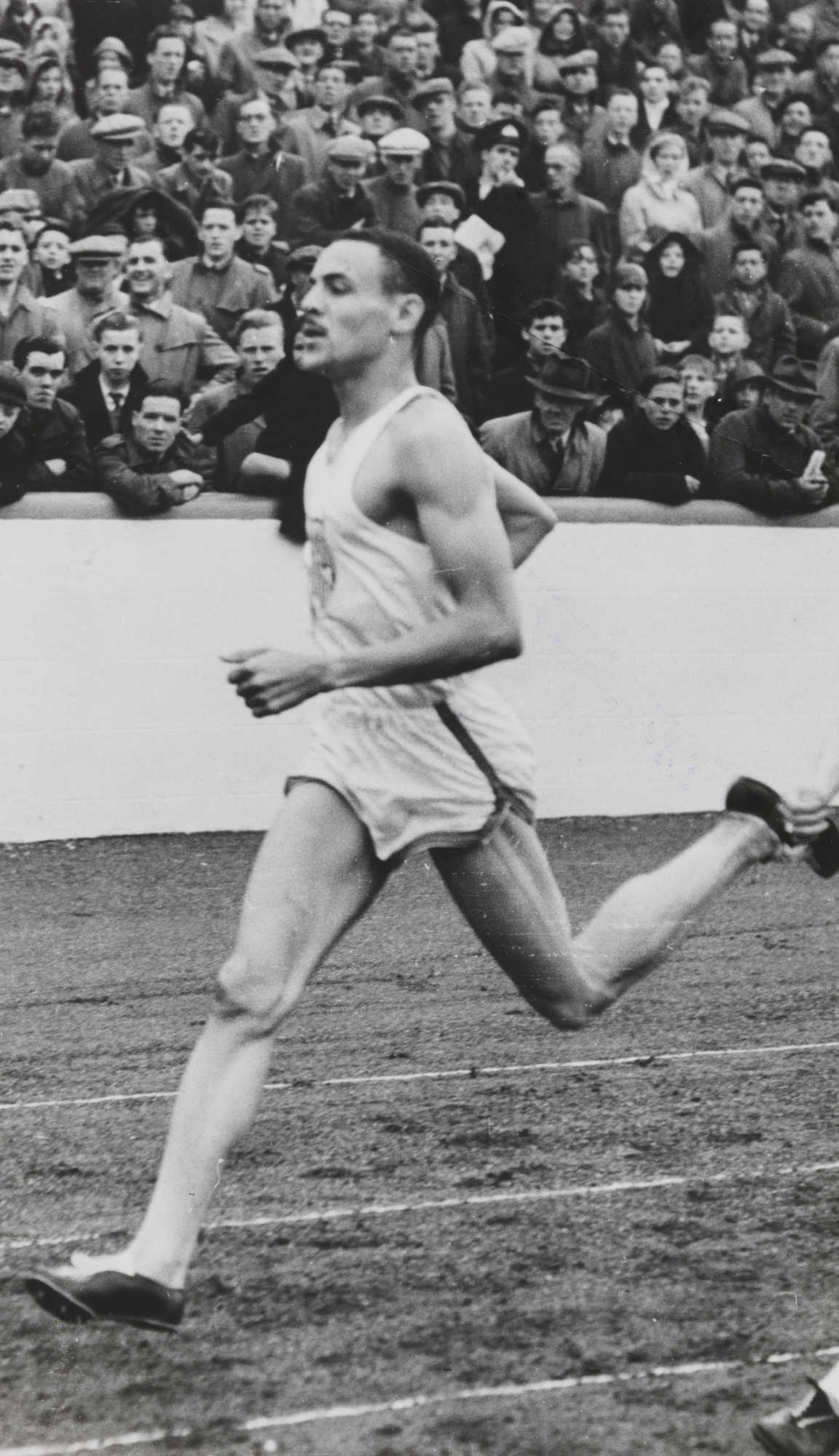
Olympiasieger Mal Whitfield

Der US-Amerikaner Mal Whitfield galt im Finale als Topfavorit. Weitere Medaillenkandidaten waren der Jamaikaner Arthur Wint, der Neuseeländer Doug Harris und der französische Weltjahresbeste Marcel Hansenne, Harris war allerdings bereits im Halbfinale ausgeschieden. Chef d’Hôtel ging das Rennen schnell an und lag ausgangs der ersten Runde vorn. Jetzt forcierte Whitfield und riss eine Lücke zu seinen Konkurrenten. Eingangs der Zielkurve hatte er fünf Meter Vorsprung vor Wint. Der Jamaikaner konnte zwar noch einmal zu Whitfield aufschließen, erreichte ihn jedoch nicht mehr. Hansenne errang die Bronzemedaille. Die ersten Drei blieben unter 1:50 Minuten.
Dem Jamaikaner Arthur Wint und dem Franzosen Marcel Hansenne gelangen die ersten Medaillengewinne ihrer Länder in dieser Disziplin.

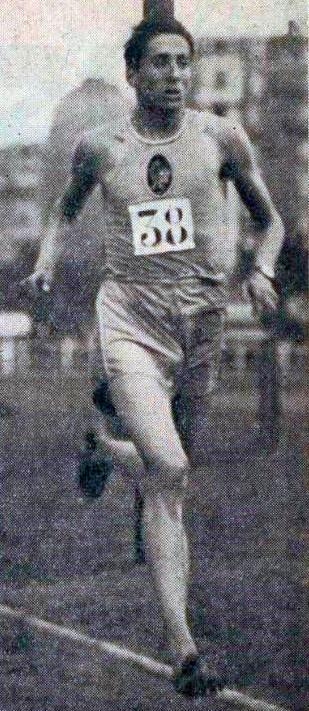
Bronzemedaillengewinner Marcel Hansenne
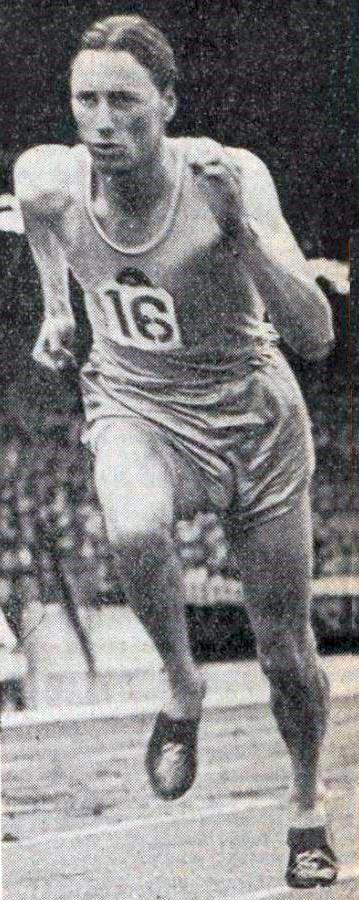
Robert Chef d’Hôtel erreichte Platz sieben

## Videolinks
- Olympics - 1948 London - Track - Mens 800m - USA Mal Whitfield & JAM Arthur Wint imasportsphile, abgerufen am 19. August 2017
- The Olympic Games (1948) | BFI National Archive, Bereich 6:21 min bis 6:59 min, youtube.com, abgerufen am 22. Juli 2021
- Before Usain Bolt - The First Jamaican Sprint Star Arthur Wint - London 1948 Olympics, youtube.com, abgerufen am 22. Juli 2021